# Dusty Anderson
Ruth „Dusty” Anderson (ur. 17 grudnia 1918 w Toledo, zm. 12 września 2007 w Marbelli) – amerykańska aktorka filmowa. Jedna z najsłynniejszych pin-up girl z okresu II wojny światowej.

## Życiorys

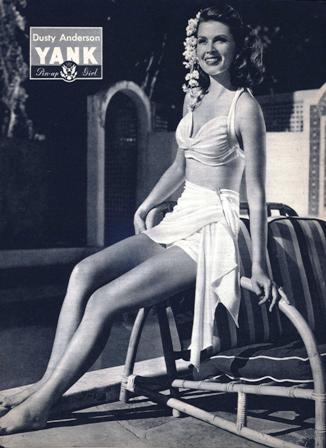
Dusty Anderson w magazynie Yank, the Army Weekly

Karierę zaczynała na początku lat 40. jako modelka. Jej fotografie znalazły się w numerze magazynu Yank, the Army Weekly z października 1944. W tym samym roku po raz pierwszy pojawiła się na ekranie debiutując maleńką rolą w filmie Charlesa Vidora Modelka, którego gwiazdą była Rita Hayworth. W kolejnych kilku latach pojawiła się w 8 filmach, grając role drugoplanowe. Po tym gdy w 1946 poślubiła reżysera Jeana Negulesco zrezygnowała z aktorstwa. Na przełomie lat 40. i 50. wystąpiła jeszcze w epizodycznych rolach w dwóch filmach męża. Od tego czasu nigdy nie wróciła na filmowy plan. W późniejszym okresie zajęła się malarstwem; miała wiele pokazów swoich obrazów. Pod koniec lat 60. Anderson i Negulesco opuścili Beverly Hills i zamieszkali na stałe w Hiszpanii. Żyli tam wspólnie do 1993 roku, kiedy to Negulesco zmarł. Ich małżeństwo trwało 47 lat.

## Wybrana filmografia
- Modelka (1944) jako dziewczyna z okładki magazynu „Farm Journal”
- Tysiąc i jedna noc (1945) jako Novira
- Dziś w nocy i każdej nocy (1945) jako Toni
- Mroczny złodziej (1946) jako Sandra